# Ilario Calvo
Ilario Calvo (né le 6 mai 1974 à Alassio) est un acteur italien, chroniqueur d'émission de télévision et participant de télé-réalité. 

## Biographie
Ilario Calvo est né d'un père italien et d'une mère allemande. Il a grandi à Monaco et a étudié la philosophie à La Sorbonne, les sciences politiques à Turin et la comédie au cours Florent.
Il était le chroniqueur qui représentait l'Italie dans l'émission Union Libre de Christine Bravo diffusée sur France 2 de 1998 à 2002.
Il a participé à la 1re édition de La Ferme Célébrités. Il se distingue à cette occasion en concentrant ses efforts sur l'alimentation d'une biquette, déléguant les tâches ménagères aux autres participants. Cette attitude discutable provoquera sa chute au sein de la ferme. 
Il tient le rôle de Luca di Montezemolo dans le film Rush de Ron Howard.